# Varnávinskoye
Varnávinskoye (del ruso: Варнавинское) es un selo del raión de Abinsk del krai de Krasnodar en el sur de Rusia. Está situado cerca de la orilla izquierda del canal Áushedz del río Kubán, 15 km al norte de Abinsk y 65 km al suroeste de Krasnodar, la capital del krai. Tenía 1 111 habitantes en 2010.
Es cabeza del municipio Varnavinskoye, al que pertenece asimismo Sadovi.